# Kiaunen
Kiaunen, 1938 bis 1945: Rodenheim, litauisch Kiauniai, ist ein verlassener Ort im Rajon Nesterow der russischen Oblast Kaliningrad.
Die Ortsstelle befindet sich drei Kilometer nordöstlich von Tschistyje Prudy südlich der im Personenverkehr nicht mehr betriebenen Bahnstrecke Gołdap–Nesterow.

## Geschichte

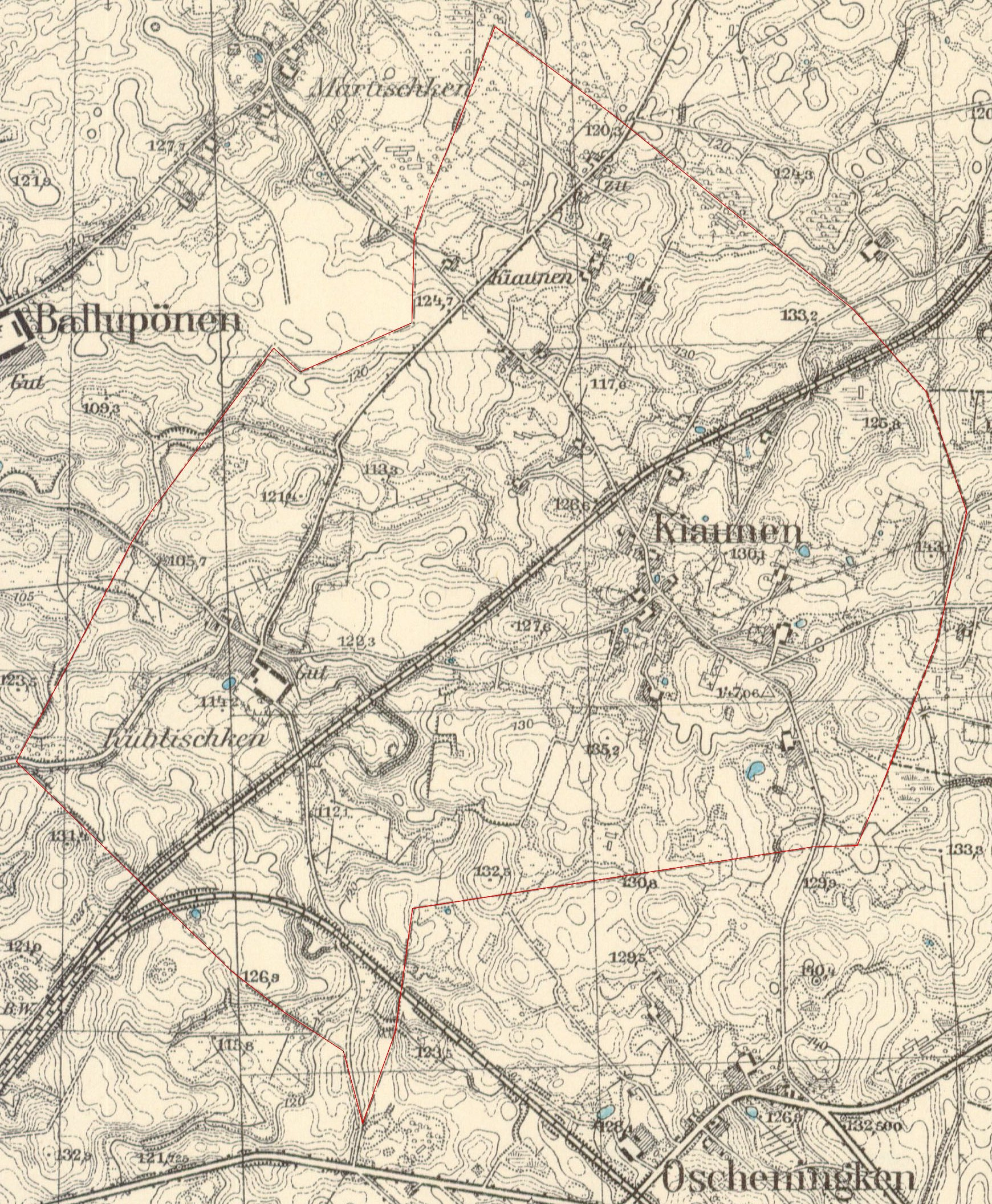
Die Gemeinde Kiaunen auf einem Messtischblatt von 1937

Um 1780 war Kiaunen ein königliches Dorf, das mit Exulanten aus dem Salzburger Land besetzt war. 1874 wurde die Landgemeinde Kiaunen dem neu gebildeten Amtsbezirk Tollmingkehmen im Kreis Goldap zugeordnet. 1928 wurde der Gutsbezirk Kublischken an die Landgemeinde Kiaunen angeschlossen. 1938 wurde Kiaunen in Rodenheim umbenannt.
1945 kam der Ort in Folge des Zweiten Weltkrieges mit dem nördlichen Ostpreußen zur Sowjetunion. Ob das eigentliche Kiaunen/Rodenheim nach 1945 noch wiederbesiedelt wurde, ist unbekannt. Das angeschlossene Kublischken hat den russischen Nachfolgeort Wetrjak.

### Einwohnerentwicklung
| Jahr | Einwohner | Bemerkungen                |
| ---- | --------- | -------------------------- |
| 1867 | 212       |                            |
| 1871 | 184       |                            |
| 1885 | 191       |                            |
| 1905 | 151       |                            |
| 1910 | 167       |                            |
| 1933 | 184       | einschließlich Kublischken |
| 1939 | 174       |                            |

## Kirche
Kiaunen/Rodenheim gehörte zum evangelischen Kirchspiel Tollmingkehmen.